# Franziska Stubenrauch
Franziska Stubenrauch (* 1953 in Hamburg, Deutschland) ist eine deutsche Künstlerin und Kunstdozentin.

## Werdegang
Sie studierte von 1974 bis 1980 Grafik und Malerei an der Muthesius-Schule (MuthesiusKunsthochschule) in Kiel. Franziska Stubenrauch lebt in Kiel, wo sie als freischaffende Künstlerin in der bildenden Kunst und in der Kunstvermittlung als Dozentin (Muthesiusochschule 1988-2003 und VHS) tätig ist. Von 2003 bis 2019 arbeitete sie auch als Kunstlehrerin im Internat Louisenlund, Oberstufe Kunst Stiftung Louisenlund.

## Stil
Als bildende Künstlerin arbeitet Franziska Stubenrauch vorwiegend im Bereich der Malerei und Zeichnung. Dabei beinhaltet ihr künstlerischer Stil sowohl abstrakte, als auch figurative, gegenständliche Elemente.
Der Kunsthistoriker Heinz Spielmann (ehemaliger Direktor Museum Schloss Gottorf SH) beschrieb den Stil ihrer Werke, welche im Rahmen der Kulturstiftung Kreis Rendsburg-Eckernförde im Jahr 1988 ausgestellt waren, folgendermaßen: „(...) Ihre Bilder sind vehement, auf eine malerische Weise gezeichnet. Ihre Figuren füllen meist die sie umgebenden Räume gänzlich aus, manchmal scheint der Raum die Gestalten kaum fassen zu können, die ihn exaltiert oder in sich verharrend, gestikulierend oder in erstarrter Pose okkupieren. Auch wenn die Gestalten unbewegt und fremd voreinander hocken, vibrieren sie vor Unruhe: ihr Zustand ist eine innere Erregung, die nicht nach dem Warum, Wie lange und Wo fragt - sie ist immer gegenwärtig. Die Farbigkeit der Bilder von Franziska Stubenrauch unterstreicht, dass hier jemand nicht (nur) das Gesehene interpretiert, sondern sich mit seinem Verhältnis zu Mensch und Raum selbst darstellt.“

## Ausstellungen (Auswahl)
- „MiniPrint“ Biennale Madrid, Spanien (1979)
- „VIER MAL junge Kunst aus SH“ Wellingsbüttler Torhaus Hamburg, (1982)
- „Menschenbilder“ Kunsthaus Lübeck (1985)
- ART BASEL mit Kunsthaus Lübeck (1985)
- „Människor“ Atrium Galerie Stockholm, Schweden (1985)
- BBK im Kunstforum Essen (1985)
- „Handzeichnung Heute“ Kunsthalle zu Kiel (1985)
- „Menschenbilder“ Droysenwerkgalerie Berlin (1986)
- „Grafik in der Rocca“ Sassocorvaro, Italien (1987)
- „Retrospektive 1978-88“ Kunstverein Konstanz (1988)
- „Neue Bilder“ Galerie Kruse Flensburg (1988)
- „Schipper & Goern - eine verlassene Werft“ Künstlerhaus Lauenburg (1988)
- „Schleswig-Holstein Art“ Tallinn, Estland (1989)
- „Neue Bilder“ Freie Akademie Kunsthalle Hamburg (1990)
- Eröffnungsausstellung Munch Atelier Ekely,  Oslo, Norwegen (1991)
- „Torhüter, Klippenspringer“! Jüdisches Museum RD (1993)
- „Geschichten vom modernen Leben“ Stadtgalerie Kiel (1994)
- „Kinnekullebanan“ Schweden (1994)
- „China Fischermalerei“ Stadtzentrum Shensi Dao, China (1995)
- BBK SH Künstler in Kaliningrad, Russland (1998)
- „BBK SH Künstler“ Graz, Österreich (1998)
- „Der Elefant im Porzellanladen“ mit B.Brühl, WERFTE Bergen (1999)
- NORDART Büdelsdorf RD (2000)
- „Geschichten vom modernen Leben“ Kunst & Co  Flensburg (2000)
- „Die Wolken sind eines Sinnes - China“  Stadtwerke Kiel (2000)
- „How to spell the view“ Zeitgleich mit Gerd Tinglum, Stadtgalerie Kiel (2002)
- „Nordkunst/100 Jahre“  Nordsee Museum Husum (2003)
- „The Vincent Project“ mit Deborah di Meglio, Stewner Galerie Lübeck (2004)
- „Banegarden“ mit Deborah die Meglio  Aabenraa, Dänemark (2006)
- „Inszenierungen“  Schauspielschule Kiel (2010)
- „Stereo not Mono“ BBK SH Moss,  Norwegen (2012)
- „Greetings from..“ Galerie Stewner/Lübeck mit Deborah Di Meglio (2012)
- „Alleweil Viecher“ Brunswiker Pavillon Kiel (2013)
- „HanseArt“ Kunstmesse Lübeck (2017)
- „Retrospektive“ Gut Altenhof/Eckernförde (2019)
- „Juro Grau and Friends“ Galerie Renate Kammer/Hamburg (2019)
- „The elephant in the sea of flowers“ Schleusengalerie Kiel mit Kerstin Mempel (2021)

## Interdisziplinäre Projekte (Theater, Musik, Film)
- 1984–2001: Oper Katay von Thilo von Westernhagen (Alte Oper Frankfurt und Stadttheater Mainz) in   Zusammenarbeit mit Dietmar Mues und Charlie Mariano, Kostüme: Franziska Stubenrauch
- 1985: Heinz der Holzwurm, Sendung mit der Maus, (10 Folgen), TV-Produktionen mit Gerd Gerdes, AlphaTon-Musikverlag Hamburg, Grafik: Franziska Stubenrauch
- 2000/05: Jan Fischer – Weltgeschichten (10 Folgen);, Musik + Geschichten - Gerd Gerdes, Grafik & Zeichnungen: Franziska Stubenrauch, TV-Produktionen mit AlphaTon-Musikverlag Hamburg

## Stipendien
- 1985 Reisestipendium NY, 1986-87 Künstlerhaus Lauenburg, 1991 Ekely Stipendium Oslo, Norwegen, 1995 Arbeitsstipendium NY, 1995 Projekt Shensi Dao, China

## Mitgliedschaften
- seit 1979: regelmäßige Teilnahme an den Landesschauen SH (Jurymitglied in 10 Landesschauen)
- 1980–1984: Mitglied (Jury) Kunst-im-öffentlichen-Raum
- 1996–2009: Mitglied im Kunstbeirat / Stadt Kiel
- 2000–2007: Mitglied im Kunstbeirat Hypo-Vereins & Westbank / Flensburg
- 2002–2008: Mitglied im Kultur- und Wissenschaftssenat / Stadt Kiel
- seit 2010: Mitglied (Jury) Kunstpreis Vater-Gruppe
- 2011–2014: Mitglied BBK-Vorstand SH
- ab 2019: Mitglied Künstlerbund RD/Eckernförde